# Superkurzfaser
Als Superkurzfasern (engl. „ultra-short fibres“) werden im Bereich der zu den Naturfasern, speziell zu den Bastfasern, gehörenden Stängelfasern, solche Fasern bezeichnet, die eine Länge von wenigen Millimetern bis etwa einem oder zwei Zentimeter haben.
Diese Definition ist in Beziehung zu der für diesen Bereich der Naturfasern geläufigen Definition von Kurzfasern zu sehen, deren Länge zwischen 40 und 100 mm liegt.

## Anwendungen
Bei der Produktion von Bastfasern aus Faserhanf, Faserlein und anderen Faserpflanzen fallen Superkurzfasern beim Faseraufschluss neben Lang- und Kurzfasern an. Dabei fallen bei der Verarbeitung von Hanfstroh etwa 56 % Schäben und 28 % Hanffasern an, bei letzteren entfallen etwa 3 % auf die Superkurzfasern.
Die Superkurzfasern werden im Zuge einer Reststoffverwertung zu verschiedenen Zwecken eingesetzt und können so zur Wertschöpfung bei der Naturfasernutzung betragen. Manche natürliche Superkurzfasern werden unter anderem gemeinsam mit den Faserstäuben als Ballaststoffe in Tierfutter verwendet. Aufgrund ihrer großen Oberfläche können solche Superkurzfasern aus pflanzlichen Naturfasern neben den allgemeinen Anwendungen zudem als Absorptionsmittel für Bohr- und Ölschlämme dienen sowie in Bremsbelägen Asbest ersetzen.
Superkurzfasern werden als Verstärkungsfasern in Faserverbundwerkstoffen und naturfaserverstärkten Kunststoffen eingesetzt, da sie durch Einrieseln gut verteilen und auch im Spritzgussverfahren verwendet werden können.